# Velîkoserbulivka, Ielaneț
Velîkoserbulivka (în ucraineană Великосербулівка) este localitatea de reședință a comunei Velîkoserbulivka din raionul Ielaneț, regiunea Mîkolaiiv, Ucraina.

## Demografie
Componența lingvistică a localității Velîkoserbulivka
     Ucraineană (72,99%)
     Română (16,43%)
     Rusă (5,1%)
     Alte limbi (0,25%)
Conform recensământului din 2001, majoritatea populației localității Velîkoserbulivka era vorbitoare de ucraineană (72,99%), existând în minoritate și vorbitori de română (16,43%), rusă (5,1%) și armeană (4,97%).

## Personalități
- Semion Cojuhari (1904–d. 1985), politician sovietic moldovean.

## Vezi și
- Românii de la est de Nistru